# Aden
Aden és una ciutat del Iemen, actualment una zona de comerç lliure. La seva població actual s'estima en uns 800.000 habitants. Fou capital de la colònia britànica d'Aden, de l'estat d'Aden dins la Federació d'Aràbia del Sud, i de la República Popular i Democràtica del Iemen o Iemen del Sud.

## Geografia
En el seu origen, fou una ciutat fortificada a la costa sud-oest d'Aràbia dependent del govern de Bombai a l'Índia britànica. Inicialment, el territori britànic era només la península d'Aden, però es va estendre uns 3 km al nord fins al rierol de Khor Maksar; el 1868, foren comprades al soldà de Lahej l'illa Sirah (ara unida a terra ferma per una obra artificial) i la península de Djebel Ihsan o Little Aden; amb l'increment de la població, el 1882 es van comprar més territoris, entre el Khor Maksar i el llogaret d'Imad al nord, i el de Shaikh Othman al nord-oest.
La península tenia una superfície de 54 km², el petit Aden de 39 km², i els nous territoris 88 km².
Aden està format per un cràter de 550 metres envoltat per precipicis; la ciutat antiga era dins el mateix cràter (el barri és anomenat encara Cràter). La muntanya s'anomena Shamshan (antigament Al-Urr Adan = 'la muntanya d'Adan'). La ciutat va créixer i va sortir del cràter i la població es va estendre per tot el territori de la colònia. Es va formar el port de Ma'alla, el barri de Steamer Point (després del 1967, Tawahi), Gold Mohur, Khor Maksar (o Khormaksar, on es van establir les missions diplomàtiques, la universitat i l'aeroport), Shaikh Othman, Al-Mansura i Madinat al-Itihad, que va ser designada com a seu del govern de la Federació d'Aràbia del Sud, i després de la República Popular del Iemen, i que posteriorment va agafar el nom de Madinat ash-Sha'b. El Petit Aden (Little Aden) incloïa el port occidental, una refineria, el dipòsit d'aigua i altres instal·lacions. La mesquita més important és la d'Abu Bakrs al-Aydarus, patró de la ciutat.

## Història
Alguns historiadors admeten que podria ser l'Edèn que esmenta el profeta Ezequiel al segle vi aC. Encara que no hi rastres de l'ocupació preislàmica, apareix esmentada en les fonts escrites clàssiques, en tot cas al segle i. El primer que l'esmenta és l'anomin autor del Periplus, amb el nom d'Eudaimon Arabia, que diu que estava situada a l'est en obrir-se les aigües de la mar Roja, i que el poble pertanyia al rei Charibael (Karib-il Watar Yuhanim); assenyala que tenia bons ports i fonts d'aigua més dolça que la d'Okelis. Rep el nom d'Eudaimon perquè els vaixells de l'Índia no continuaven cap a Egipte i els d'Egipte no anaven més lluny, de manera que en rebia vaixells dels dos; l'anònim també diu que no gaire temps abans de la seva època, el port fou saquejat pel cèsar (August), cosa que podria ser una mala interpretació de l'autor. Era, per tant, un moll i no un port comercial.
En les fonts sud-aràbigues, el port és anomenat Aden segons testimonia per primer cop una dedicatòria a Coptos d'un comerciant anomenat Hermeros, fill d'Atenion, "ciutadà d'Adeneites sobre la mar Roja". En la seva Geografia del segle ii, Claudi Ptolemeu, l'assenyala com a empori. Al segle iii, se l'esmenta en una inscripció sud-aràbiga amb el nom de Dhu-Adanum, i se'l qualifica de moll. La inscripció està datada del tercer quart del segle iii sota els regnats de Yasirum Yuhanim i de Nashakarib Yuhamin Yuharhib, i esmenta que el lloc fou assetjat i ocupat per les tribus de Radman i Khawlan i altres d'aliades, al servei del rei himiarita. Al segle iv, la Història Eclesiàstica de Filostorgi esmenta l'ambaixada del bisbe Teòfil l'Indi al rei himiarita (Tharan Yuhanim), enviada per l'emperador Constanci II el 342; el rei va fer aixecar algunes esglésies, entre les quals la de Tapharum (Zafar), la metròpolis, una altra on hi havia el mercat del comerç romà anomenada Adane, un lloc on tots els vaixells tenien el costum de parar, i una tercera al lloc del comerç persa a la boca del golf Pèrsic (Cane = Bir Ali).
Posteriorment, és possible que hagués perdut importància a favor dels ports d'Ahwad i Ghulafika a la costa de la mar Roja. Vers el 525, va passar a domini dels abissinis d'Axum o Axum que, a petició de l'emperador romà d'Orient, van envair el país en represàlia per la persecució de cristians pels himiarites. No hi cap referència escrita dels segles v i vi, i no s'esmenta fins a l'època musulmana, si bé al-Markuzi diu que al segle vi es fabricava allí el perfum i d'allí sortien els materials per a la seva fabricació, i que va passar al domini persa, que va controlar aquest comerç. Efectivament, els axumites en foren expulsats pels perses 50 anys després.
Vers el 625, va passar a poder del califat; el 631, va ser visitada per Ali ibn Abi-Tàlib. Va estar sota domini omeia, abbàssida i dels càrmates, fins que el Iemen es va fer independent sota els seus imans (819 al 1037), totalment vers el 932. El 1038, va passar al sobirà dels Banu Man de Lahej (que ja la dominaven des del 1019). Vers el 1062, fou ocupada pel dai fatimita egipci, Ali ben Muhammad al-Sulayhi i la va cedir a Hurra Sayyida, quan el 1069 aquesta es va casar amb el seu fill Al-Mukarram. Els Banu Man van restar, però, a la ciutat com a vassalls fins al 1083, quan es van revoltar i foren expulsats i la ciutat va passar com a feu a dos germans de la família hamdànida d'Al-Karam (o Al-Mukarram) ben Yam, que hi van fundar la dinastia zuràyida. D'aquestos germans, Abbas va elegir residència al fort de Takar, que controlava l'accés a l'istme, i l'altre, Masud, a Khadra, un palau des del qual podia supervisar el tràfic marítim. Muhammad ben Saba va unificar els dos dominis el 1139, i va governar fins al 1153 i el va succeir el seu fill Imran (fins a 1165). Turan Shah, germà de Saladí, conquerí probablement Aden el 1173 amb l'ajut de mercenaris oghuz turcs; el seu lloctinent Uthman al-Zandjili o Zandjabili va construir les muralles de la ciutat (abans de menor importància) amb sis portes. El domini aiúbida va durar fins al 1228, i van seguir els rasúlides (fins a 1454) i els tahírides o Banu Tahir (fins a 1517) en mans dels quals estava vers el 1500, quan es va construir un aqüeducte des de Bir Mahait, les runes del qual encara són visibles. Quan fou visitada per Marco Polo, diu que tenia 80.000 habitants i 360 mesquites.
El 1503, la va visitar Ludovico de Varthema i 10 anys després la va atacar el portuguès Albuquerque, que havia sortit de l'Índia el 18 de febrer del 1513 amb 20 vaixells i la va assaltar el diumenge de Pasqua, però fou rebutjat després de 4 dies de lluita. També va fracassar en la seva conquesta el soldà mameluc d'Egipte el 1516; els habitants van lliurar-la als portuguesos aquell mateix any, però finalment no ho van fer en haver pogut reparar les defenses. Després del 1517, els otomans van decidir ocupar la ciutat i ho van portar a terme el 1538 sota l'almirall Rais Sulaiman.
La ciutat es va revoltar el 1551 i van lliurar la ciutat a Portugal, però els portuguesos la van perdre als pocs mesos davant Peri Pasha, kapudan otomà. El 1568, fou ocupada pels zaidites de Sana. El 1609, la va visitar el vaixell britànic Ascension de l'East Indian Company, i el capità fou ben rebut, però després empresonat i el vaixell saquejat; aquesta acció es va repetir l'any següent amb l'almirall sir Henry Middleton. El 1614, hi va arribar Van den Broeck enviat per la Companyia Holandesa de les Indies Orientals, i fou ben rebut però aconsellat de marxar aviat. El 1618, Thomas Roe, ambaixador britànic a l'Imperi mogol, va obtenir permís per fundar una factoria a Mokha; el 1630, els otomans foren expulsats del Iemen i els imams zaidites van aconseguir-ne tot el poder. El 1707, Aden fou visitada pels francesos. El 1735, fou ocupada pel soldà abdali de Lahej.
El 1802, sir Home Popham va signar un tractat de comerç amb un cap tribal local. El 1829, es va planejar instal·lar-hi una estació carbonera per a vaixells, però la idea fou abandonada. Atacada pels turkchi bilmes el 1833, fou saquejada pels fadhlis el 1836; en aquesta ocasió, un bungalou d'un britànic fou danyat i, el gener del 1838, el capità Haines, a les ordres del govern de Bombai, va exigir compensacions; la península hauria de ser cedida als britànics; els afers no van evolucionar bé i finalment els britànics van ocupar la península i la ciutat el gener del 1839 (entre el 16 i el 20), amb algunes tropes sota comandament del major Baillie. Una compensació de 541 corones alemanyes fou donada al soldà de Lahej. Llavors, la ciutat era un llogaret de 600 habitants que vivien en coves.
Els abdali van provar de reconquerir-la tres vegades, entre 1839 i 1841, però foren sempre rebutjats. Finalment, el soldà va acceptar la compensació i va reconèixer la sobirania britànica sobre Aden. El 1846, un fanàtic de nom Sayyid Ismail va proclamar la guerra santa, però fou derrotat. En endavant, només hi van haver petits atacs aïllats d'incontrolats, sempre reprimits. L'illa de Perim, de la qual l'East India Company havia pres possessió el 1799, però l'havia abandonada el 1801, fou incorporada efectivament el 1857; el 1868, Djebel Ihsan fou reunit a Aden. El 1872, els otomans van arribar a territori de Lahej, però es van retirar sota pressió britànica.
Sota el govern de l'Índia britanica fins al 1937, va constituir la colònia d'Aden de la qual la ciutat fou la part essencial, fins al 1963, quan la colònia, amb una nova constitució, va formar un estat federat amb bona part dels emirats del Protectorat d'Aden occidental; el 1967, els revolucionaris per la independència van proclamar la República de la qual fou la capital; el 1990, va perdre aquesta condició que només va recuperar en la breu independència del Iemen del Sud, el 1994.

## Població i llengua
Els habitants el 1839 eren 6.000, el 1842 ja eren 15.000, el 1856 eren 17.000, 19.289 el 1872, i el 1881 eren 34.860 (35.932 incloent-hi la guarnició dels vaixells i l'illa de Perim). Els britànics van desenvolupar-hi el comerç i, el 1850, Aden fou declarat port lliure i atreia el comerç que abans monopolitzaven Mokha i al-Hudayda.
La població original pertanyia a la tribu abdali, que viuen també al nord i nord-oest. El soldà abdali residia a Al-Hawtah, a uns 3 km de la frontera. Hi havia també fadhlis (que vivien a l'est dels abdali, amb seu principal a Shograh, a uns 100 km d'Aden); i aqrabis (o akrabis), que vivien al districte costaner a l'orient de la colònia. La llengua general n'era l'àrab, però també es parlava persa, urdú, gujaratí, sindí i alguns altres, a més de l'anglès.

## Administració
L'administració inicial correspongué al comandant Haines, que en fou nomenat el primer agent; el sistema d'agents va durar fins al 1859, quan es van nomenar un resident polític (Political Resident), dos ajudants del resident i un magistrat del districte (de fet, un altre ajudant del resident); el resident era també el comandant militar i generalment triat entre els oficials de l'exèrcit a Bombai, igual que els seus ajudants. El 1932, es va nomenar un comissionat en cap i quan es va establir la colònia es van nomenar governadors regulars. La situació va durar fins al 1963, quan el governador sir Charles Hepburn Johnson va esdevenir primer Alt Comissionat, quan el 18 de gener d'aquell any la colònia es va constituir com un dels estats de la Federació d'Aràbia del Sud.
El 30 de novembre del 1967, va esdevenir de facto la capital de la República Popular del Iemen i, el 1970, de la República Popular i Democràtica del Iemen. Fou també capital de la governació I, que era pràcticament igual que la colònia i l'estat. El 1991, la resolució del govern del Iemen unificat la va convertir en una zona de lliure comerç.

## Governants
Per la llista de governadors, vegeu: colònia d'Aden i estat d'Aden.